# 金文學
金文学（1962年—)，中国沈阳出生的朝鲜族比较文化学者。1985年毕业于东北师范大学外文系日本文化专业。1991年以优异成绩获奖学金赴日本同志社大学留学。2001年修完广岛大学博士课程，现在广岛文化学园大学任社会信息学系講師。加入日本国籍。
金文学著有大量针对中日韩（北朝鲜）三地区民族文化进行比较、批判的著作。其中大部分已在日韩两国出版。鉴于其特殊经历，其著作曾引发讨论。

## 主要著作
- 《丑陋的韩国人》
- 《裸恋》
- 《假面世界与白色世界——日韩比较文化论》
- 《中国人留学日本百年史》
- 《中国人的潜力》
- 《中国的性文化》
- 《日本文化之谜》
- 《中国人 日本人 韩国人》
- 《中国朝鲜族大改造论》
- 《东亚三国志》（裸の三国志）
- 《新·醜陋的日本人》
- 《中日韓大比拚：認識身邊的不同文化》
- 半自传体长篇小说《天马年代记》
- 《100年前的中日韓》1-3